# Guillem Colom Casasnovas
Guillem Colom Casasnovas (Sóller, 10 d'agost de 1900 - Sóller, 25 d'agost de 1993) fou un geòleg mallorquí, especialista en foraminífers i calpionèl·lids, descobrí unes 250 espècies noves i publicà més de 200 llibres tècnics, de divulgació, articles en revistes científiques, estudis de petroli, etc.
Durant 1926 i 1927 seguí cursos d'especialització en la Universitat de París, amb el professor Cailleux, i en la d'Estrasburg, amb el professor Lapparent. En tornar a Mallorca inicià una tasca científica de més de seixanta-cinc anys, reflectida en les principals publicacions internacionals, com són Micropaleontology, Revue de Micropaléontologie i Revista Espanyola de Micropaleontologia, entre d'altres. Els camps principals de la seva recerca foren la micropaleontologia, la cronoestratigrafia i la taxonomia de foraminífers i calpionèl·lids, especialment a partir del seu Estudi sobre els Calpionélidos (1934) que fe de Colom, amb Campbell (1929) i Kofoid (1930), un dels pioners mundials de l'aplicació a l'estratigrafia del Juràssic i del Cretaci d'aquest microplàncton que avui es divideix en calpionellidae i colomiellidae en honor seu.
Encara que Colom sempre treballava de forma autònoma i sense dependència de cap organisme públic o privat, fou membre de la Real Academia de Ciencias Exactas, Físicas y Naturales (1950), del Consell Superior d'Investigacions Científiques (1950), de la Societat d'Història Natural de les Balears (cofundador el 1954), de la Cushman Foundation (1954), de la Reial Acadèmia de Ciències i Arts de Barcelona (1954) i de la Société Geólogique de France (1966) entre d'altres. Exercí una important influència pedagògica, sobretot en el camp de la micropaleontologia dels països llatinoamericans i el seu prestigi científic fou molt gran a les Illes Balears.

## Reconeixements
- L'Institut d'Educació Secundària de Sóller duu el seu nom.
- L'edifici on es cursen els estudis de biologia a la Universitat de les Illes Balears duu el seu nom.
- A Palma un carrer duu el seu nom: carrer del geòleg Guillem Colom.
- Doctor Honoris Causa per la Universitat Autònoma de Barcelona, 1976

## Obres
- Estudios sobre la sedimentación profunda de las Baleares (1947)
- Más allá de la prehistoria (1950)
- Los foraminíferos del burdigaliense de Mallorca (1952)
- Biogeografía de las Baleares (1957).